# Neolasioptera rudbeckiae
Neolasioptera rudbeckiae är en tvåvingeart som först beskrevs av Ephraim Porter Felt 1908.  Neolasioptera rudbeckiae ingår i släktet Neolasioptera och familjen gallmyggor.
Artens utbredningsområde är Pennsylvania. Inga underarter finns listade i Catalogue of Life.